# Киририша
Киририша («великая богиня»), «госпожа Лияна» — в эламской мифологии богиня-мать. С середины II тысячелетия до н. э. супруга верховного бога Хумпана, их сын — бог Хутран.

## Имя
Имя Киририша означает «великая богиня». Это отражает особенность эламского пантеона — нечёткий характер отдельных богов и богинь. Иногда Кириришу называли просто «великой» или «божественной матерью».

## Культ
Первоначально почиталась лишь на юго-востоке Элама, в местности Лиян (Бушир). С конца III тысячелетия до н. э. культ Киририши стал распространяться по всему Эламу.
Вначале во главе эламского пантеона стояли женские божества. Главной предположительно считалась богиня плодородия Пиненкир. Позднее, с начала II тысячелетия до н. э. она была вытеснена или идентифицирована с Кириришей, которая заняла ведущее место в пантеоне как «мать богов». Пиникир была богиней-матерью Северного Элама, но поскольку центр государства постепенно смещался к югу, она стала менее важной и уступила своё место «госпоже Лияна», Киририше.
С середины II тысячелетия до н. э. во главе пантеона встал Хумпан, Киририша получила титул его «великой супруги». Во II—I тысячелетии до н. э. Хумпан, Иншушинак и Киририша составили ведущую триаду пантеона.
У царя Хумбан-Нумены в Лияне было святилище, посвященное исключительно Киририше. Позже, около 1250 года до н. э., ей был построен храм в Дур-Унташе.